# Maître d'Anne de Bretagne
Le Maître d'Anne de Bretagne est un maître anonyme en tant que peintre et pour la production de son atelier dans la seconde moitié du XVe siècle à Paris. Cette activité se traduit sur de multiples supports : la peinture sur panneaux, les manuscrits enluminés mais aussi cartons pour des vitraux et tapisseries et des modèles pour des gravures. Il doit son nom au premier manuscrit qui lui a été attribué, le Très Petites Heures d'Anne de Bretagne. Il est généralement identifié à Jean d'Ypres, fils de Colin d'Amiens, alias le Maître de Coëtivy.

## Le style

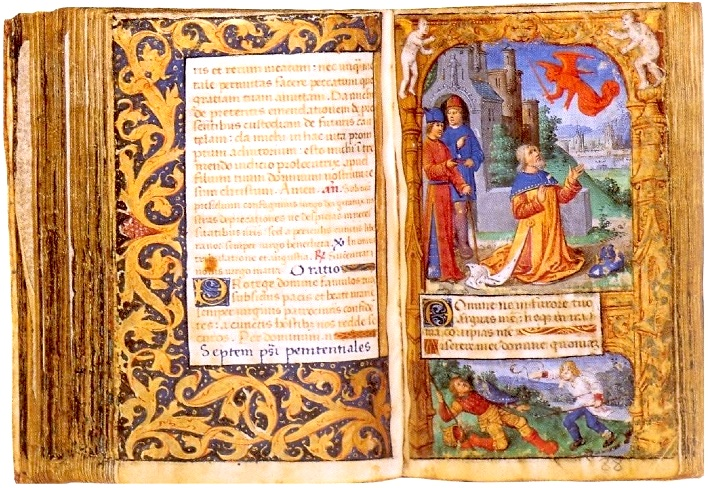
David pénitent, Très Petites Heures d'Anne de Bretagne

Le corpus de ce maître anonyme a été défini à partir des œuvres qui lui sont les plus spécifiques, c'est-à-dire les enluminures, l'artiste étant avant tout un peintre. Son nom de convention a été forgé par Nicole Reynaud à partir du manuscrit des Très Petites Heures d'Anne de Bretagne dans laquelle le maître principal y est intervenu sur toutes les miniatures, du début à la fin de l'ouvrage. Cet artiste est l'héritier du fonds d'atelier parisien du Maître de Coëtivy dont il reprend les motifs et les compositions pour les adapter au goût du jour de la fin du XVe siècle et du siècle suivant (entre 1480 et 1510) : il allonge les corps des personnages et ils sont vêtus selon la dernière mode. Il ne produit presque aucune nouveauté par rapport à son prédécesseur, reprenant des motifs de Rogier van der Weyden, réutilisant le principe d'une perspective organisée par bandes successives et imitant les mêmes visages de personnages. Il se distingue, en revanche, par des couleurs plus précieuses dans le goût de son époque et un trait plus stylisé et plus accentué pour s'adapter sans doute aux nouvelles commandes de gravures,.

## L'adaptation à de nouveaux supports
Si ses prédécesseurs, le Maître de Dreux Budé et le Maître de Coëtivy, ont déjà en leur temps diversifié leur production à différents supports, le Maître d'Anne de Bretagne le pousse à son paroxysme en produisant des modèles à la fois pour les vitraux, la tapisserie mais aussi, à l'art nouveau de la gravure et de la xylographie. Quel que soit le support, dont la réalisation finale était confiée à un professionnel, on y retrouve les mêmes motifs, les mêmes personnages. En fonction des différents supports, plusieurs noms de convention ont été forgés : le Maître des Très Petites Heures d'Anne de Bretagne pour les miniatures, le Maître de la Rose occidentale de la Sainte-Chapelle, et le Maître de la Vie de saint Jean-Baptiste pour les cartons de vitraux, le Maître de la Chasse à la licorne pour les cartons de tapisserie. Le corpus est tellement important que certains historiens de l'art refusent d'y voir le même artiste, voire le même atelier. D'autres historiens de l'art ont proposé de scinder cet atelier en plusieurs artistes, distinct du chef de l'atelier : 
- le Maître de Charles VIII appelé aussi Maître de la Rosace de la Sainte-Chapelle[4]
- le Maître des Traités théologiques[5]

## Identification à Jean d'Ypres
Dans la continuité de l'identification du Maître de Dreux Budé à André d'Ypres et du Maître de Coëtivy à son fils Colin d'Amiens, les historiens de l'art s'accordent généralement à identifier le Maître d'Anne de Bretagne au fils de ce dernier, Jean d'Ypres. Celui-ci est fait maître juré du métier des peintres de Paris en 1504. Il est mort en 1508. Son frère, Louis, est aussi attesté dans les textes comme peintre actif à Paris et pourrait être un collaborateur du premier. Un dernier fils, Nicolas Dipre, s'installe vers 1495 à Avignon. 

## Œuvres attribuées

### Manuscrits
Nicole Reynaud lui attribue les manuscrits suivants :
- Très Petites Heures d'Anne de Bretagne, vers 1498, Bibliothèque nationale de France, NAL.3120
- Heures Le Camus, réalisées pour Antoine Rebours, receveur ordinaire du bailliage de Melun, vers 1490-1495, Musée Condé, Chantilly, Ms.81
- Heures Séguier, pour Nicolas Séguier, receveur des Aides de Paris, vers 1490-1495, Musée Condé, Ms.82
- Heures Salting, vers 1495, Victoria and Albert Museum Londres
- Heures à l’usage de Paris, 3 miniatures, fin des années 1490, Morgan Library, New York, M.1110 (anciennement de la collection Chester Beatty, vendu à Londres par Sotheby's le 24 juin 1969, lot 69)[8]
- une miniature des anges présentant la sainte Plaie rajoutée dans un livre d’heures à l’usage de Paris peint par Georges Trubert, Waddesdon Manor (Buckinghamshire), Ms. 21
- Missel à l'usage de Paris (en partie), vers 1490, BNF, Lat.859
- Manuscrit des Traités théologiques, vers 1490, BNF, Fr.9608
- Heures à l'usage de Chartres, vers 1490-1495, BNF, Lat. 1421

Isabelle Delaunay y ajoute : 
- livres d’heures, BNF NAL 3115
- livre d'heures, bibliothèque de l'Arsenal, ms.414
- livre d'heures, bibliothèque de l'Arsenal, ms.1181
- livre d'heures, cod. brev. 5, Württembergische Landesbibliothek, Stuttgart
- un manuscrit de la collection Mirodin aujourd'hui à la Bibliothèque nationale d'Espagne
- deux manuscrits acquis par la Morgan Library de New York
- un livre à l’usage de Paris vendu par Sotheby's le 10 décembre 1980 (lot 110)

Toutes ces attributions ne font pas l'unanimité.

### Peinture
Attributions proposée par Charles Sterling :
- Portrait d'un jeune homme, vers 1500, Metropolitan Museum of Art, 32.100.115[10]
- Arbre de Jessé, peinture murale, mur sud de l'église Saint-Séverin de Paris.

### Modèles pour des gravures (productions relevant de l'atelier d'Ypres)
- Nicolas de Lyre, Les Postilles et expositions des Épistres et Évangilles dominicales, imprimé à Paris par Jehan Mouran pour Jehan Petit et Durand Gerlier le 27 mai 1497 (Paris, BnF, Rés. Imp. A-1936)
- Heures à l’usage de Rome, imprimé par Thielman Kerver pour Gillet Renacle, le 5 août 1502 (aujourd'hui collection Heribert Tenschert, Bibermühle (de), Suisse)
- Heures à l’usage de Rome, imprimé par Gillet Hardouyn pour Simon Vostre, le 24 novembre 1503 (Paris, BnF, Vélins 1560)[11].

Attributions de Geneviève Souchal :
- une partie des gravures de L'Art de bien mourir, Paris : Pierre Le Rouge, Gillet Couteau et Jean Ménard pour Antoine Vérard, 18 juillet-15 décembre 1492 (ISTC n°ia01122000)
- une gravure représentant le Péché originel, dans La Bible historiée, Paris : pour Antoine vérard, [entre le 8 mai 1498 et le 25 octobre 1499] (ISTC n°ib00623000)
- les gravures de la Danse macabre, [Paris : Pierre Le Rouge pour Antoine Vérard, circa 1491-1492] (ISTC n°id00019850)
- la scène de dédicace, dans Ésope, Aplogues, Paris : pour Antoine Vérard, [avant juillet 1492] (ISTC n°ia00109000)
- La scène de dédicace, dans Tite Live, Gestes romaines, Paris : pour Antoine Vérard, [circa 1504] (ISTC n°ig00298500)
- Les gravures des Horae ad usum Romanum, Philippe Pigouchet pour Simon Vostre, 6 octobre 1495 (ISTC n°ih00378000)
- Les gravures de Pierre Gringore, Le Château de Labour, Paris : Philippe Pigouchet pour Simon Vostre, [pas avant le 25 octobre] 1499 (ISTC n°ig00489000)
- Les petites gravures du Térence en françois, Paris : pour Antoine Vérard, [vers 1500] (ISTC n°it00106000)

Isabelle Delaunay y ajoute :
- La Trinité tricéphale figurant dans les Horae ad usum Romanum, Paris : Johann Philippi pour Thielmann Kerver, 20 décembre 1497 (ISTC n°ih00392000)[13]
- La deuxième marque utilisée par le libraire Antoine Vérard[14]

Ina Nettekoven y ajoute :
- La crucifixion de saint André dans le Missale Saresberiense, Paris : pour Antoine Vérard, 29 juin 1504[15]
- Les sybilles dans le Mistére du Viel Testament , Pierre Le Dru pour Geoffroy de Marnef, Jean Petit et Antoine Vérard, [vers 1508][16]

Louis-Gabriel Bonicoli y ajoute :
- Une gravure figurant un auteur en train de réfléchir devant son pupitre, dans Jean Bouchet, Les Renards traversant, Paris : [Pierre Le Dru(?)] pour Antoine Vérard, [vers 1504][18]
- Une série de deux bustes sur fond noir, utilisés dans La Mer des histoires, Paris : [Gillet Couteau(?) et Jean Maurand] pour Antoine Vérard, [vers 1504][19]
- Le Couronnement de la Vierge, dans La Mer des histoires, Paris : [Gillet Couteau(?) et Jean Maurand] pour Antoine Vérard, [vers 1504][20]
- Une série de six bustes sans fond noir, utilisés dans Simon Bourgouin, L'Épinette du jeune prince, Paris : [Gillet Couteau(?)] pour Antoine Vérard, 12 décembre 1508/09[21]
- Un Calvaire et une Maiestas Domini, utilisés dans Missale parisiense, Paris : Jean Maurand pour Antoine Vérard, 30 septembre 1496[22]
- La représentation de saint Roche, dans Jacques de Voragine, La Légende dorée, Paris : [Pierre Le Dru(?)] pour Antoine Vérard, [vers 1500][23]
- Les gravures apparaissant dans saint Jérôme, La Vie des Pères, Paris : Jean Du Pré[24]

### Xylographie
- La Grande Passion du Christ (une estampe à la BNF)
- La Passion du Christ en huit scènes (la Cène, Christ sur le Mont des Olives, l’Arrestation du Christ, la Flagellation, Ecce Homo, le Portement de la Croix, la Résurrection et Noli me tangere)
- L’enfance du Christ, en trois épisodes (deux représentations de l’Annonciation et une Nativité)
- sept images de dévotion (saint Nicolas, sainte Marguerite, La Vierge entourée des anges, le couronnement de la Vierge au rosaire, la Vierge au crescent de lune, la Vierge couronnée par des anges et saint François d’Assise)

### Cartons pour des vitraux

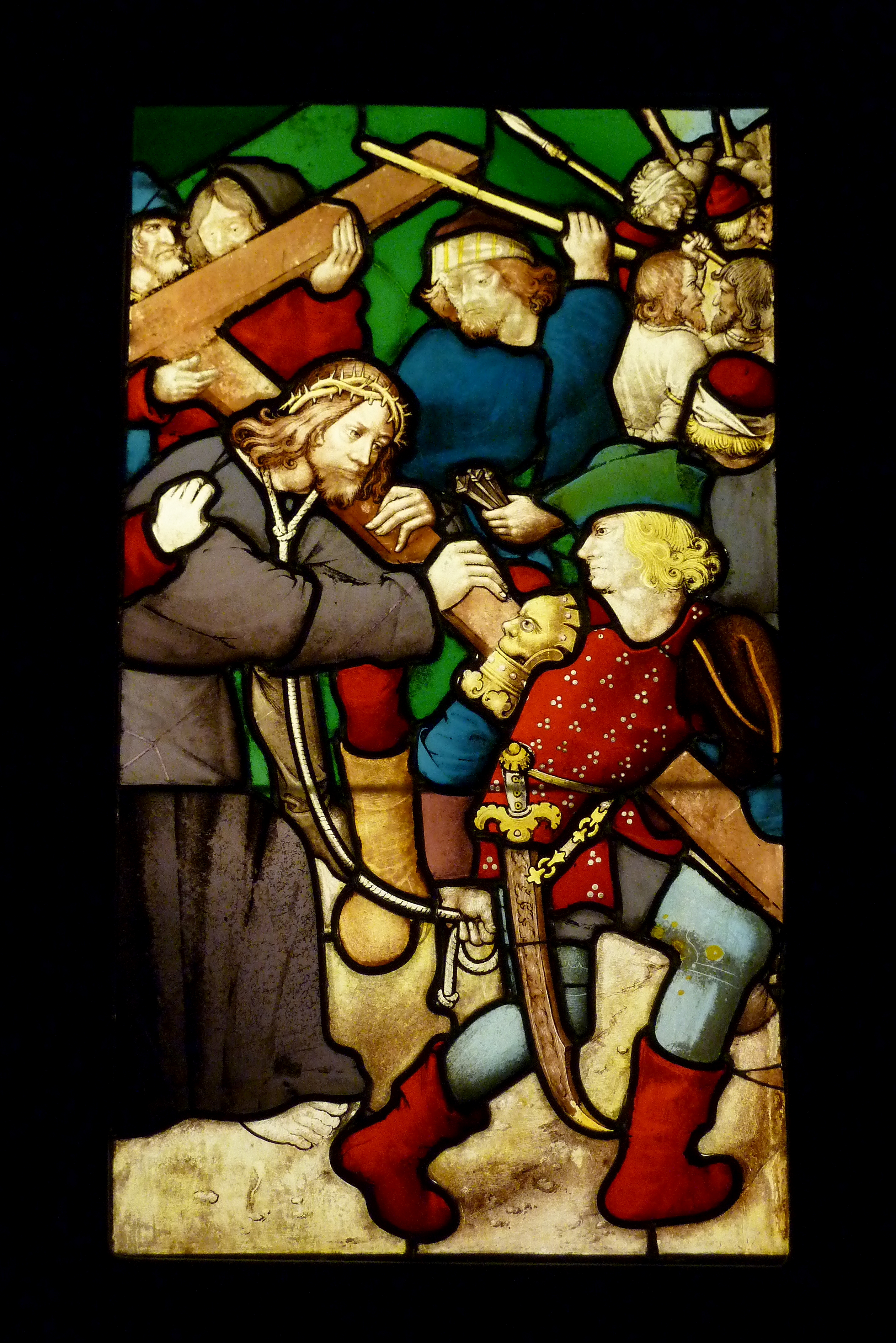
Vitrail de la chapelle de l'hôtel de Cluny, le portement de croix.

Les cartons des vitraux sont attribuées pour l'essentiel sous le nom de Maître de la Vie de saint Jean-Baptiste ou de Maître de la Chasse à la Licorne :
- cartons des vitraux de la chapelle de l’hôtel de Cluny
- la rose occidentale de la Sainte-Chapelle, financée par Charles VIII vers 1485
- vitrail de saint Vincent et saint Sixte dans le bras nord du transept de l'église Saint-Germain-l'Auxerrois de Paris
- le vitrail de la Vie de saint Marie-Madeleine de la 15e baie de l'église Saint-Gervais-Saint-Protais de Paris
- plusieurs panneaux de l’église Saint-Merri de Paris (Vie de saint Marie-Madeleine, Miracles du Christ, Vie de saint Jean-Baptiste, deux Vie de la Vierge, et une Vie de Saint-Thomas)
- vitraux actuellement situés dans l'Église Saint-Romain de Rouen (Vie de saint Jean-Baptiste
- vitraux de l'église Saint-Patrice de Rouen
- carton du vitrail de la Vie de la Vierge dans l’église Saint-Godard de Rouen
- vitrail de l'église Saint-Lô de Bourg-Achard (Vie de saint Jean-Baptiste)
- vitrail de l'église Saint-Jean d'Elbeuf (Vie de la Vierge).

### Cartons pour des tapisseries

La Dame à la Licorne.

Le cartons de tapisseries ont été un temps attribuées sous le nom de Maître de la Chasse à la Licorne
- Scènes de la Vie de la Vierge anciennement à la cathédrale de Bayeux et aujourd’hui partagée entre le musée de Cluny à Paris (Annonciation, Visitation, Marie et Joseph), le Speed Art Museum (Louisville (Kentucky), Jésus chez les docteurs et Les Noces de Cana) et l'Université Bob Jones (Greenville (Caroline du Sud), Massacre des Innocents et Fuite en Égypte).
- cartons de La Chasse à la licorne, Metropolitan Museum of Art, The Cloisters
- cartons de l'Histoire de Persée, collection particulière
- cartons de La Dame à la licorne, musée national du Moyen Âge
- cartons de la série des Femmes illustres du Musée des beaux-arts de Boston
- Hercule et le lion de Némée, Musée des arts décoratifs de Paris

Toutes ces attributions ne font pas l'unanimité, Charles Sterling par exemple, dissocie L'Histoire de Persée et la Dame à la Licorne d'un côté et la Chasse à la licorne de l'autre pour les attribuer à d'autres maîtres anonymes.